# 果粒织纹螺
果粒织纹螺（学名：Niotha fidus），是新腹足目织纹螺科Niotha属的一种。主要分布于台湾，常栖息在潮间带岩礁。